# Tamba reduplicalis
Tamba reduplicalis là một loài bướm đêm trong họ Noctuidae.